# Zatorowizna
Zatorowizna – wieś w Polsce, położona w województwie mazowieckim, w powiecie żuromińskim, w gminie Lubowidz. Ma status sołectwa.
| SIMC    | Nazwa | Rodzaj    |
| ------- | ----- | --------- |
| 0118990 | Kresy | część wsi |

W latach 1975–1998 miejscowość administracyjnie należała do województwa ciechanowskiego.